# Sextus Iulius Africanus
Sextus Julius Africanus (asi 160/170 – po 240) byl křesťanský cestovatel a autor nejstarších církevních dějin.

## Život
Iulius Africanus zřejmě pocházel z Libye, ačkoli sám uvádí, že pochází z Jeruzaléma. Je možné, že sloužil ve vojsku Septimia Severa při jeho výpravě proti Osrhoene roku 195. Není o něm příliš známo, krom toho, že žil v Emauzích a že byl vyslán k císaři Elagabalovi žádat o povolení k rekonstrukci města. Jeho poslání bylo úspěšné a Emauzy se nadále nazývaly Nikopolis. Dionýsios bar Salibi jej označuje za biskupa, ale někteří pochybují o tom, že byl byť jen presbyterem.

## Dílo
Iulius Africanus je především znám jako autor spisu Χρονογραφίαι (Chronografiai) – kroniky světa –, která zahrnuje období od stvoření světa po rok 221. Dílo se dochovalo pouze fragmentárně v dílech jiných autorů, především Eusebia z Kaisareie a Georgia Synkella. Autor v díle porovnává události židovsko-křesťanských dějin s událostmi dějin řeckých a římských. Iulius Africanus je tak poprávu považován za zakladatele křesťanské historiografie.
Iulius Africanus je autorem i dalších menších děl, která se ale podobně jako jeho nejdůležitější dílo nedochovala. Jsou však známy názvy některých z nich: Epistula ad Aristidem řeší problém rozdílu mezi rodokmeny Ježíše Krista v Matoušově a Lukášově evangeliu. Dalším z jeho dochovaných dopisů je list adresovaný Órigenovi, jenž se zabývá hodnověrností starozákonního příběhu o Zuzaně.
Iulius sepsal též spis nazvaný Výšivky (Κεστοί Kestoi), který věnoval císaři Alexandru Severovi. Jedná se o čtyřiadvacetidílnou sbírku encyklopedicky pojednaných témat z oblasti hospodářství, magie, válečného umění, přírodních věd či medicíny.

### Primární prameny
- Sextus Iulius Africanus. Chronographiae: The Extant Fragments. Wallraff, E. [ed.]; Adler, W. [tr.]. Berlin: De Gruyter, 2007. ISBN 978-3-11-019493-7.

### Sekundární literatura
- RIST, J. Sextus [2] Iulius Africanus. In: Der Neue Pauly. Enzyklopädie der Antike. Sv. 11, 2001, s. 494n.